# Diskografija sastava The Bee Gees
Kompletna diskografija rock sastava The Bee Gees, koja se sastoji od studijskih albuma, singlova, uživo albuma, kompilacija i ostalih izdanja.

## Albumi

### Studijski Albumi
| Godina         | Naziv                                          | Pozicija na Top ljestvici | Pozicija na Top ljestvici | Pozicija na Top ljestvici | Pozicija na Top ljestvici | Pozicija na Top ljestvici | Prodaja    |
| Godina         | Naziv                                          | Ujedinjeno Kraljevstvo    | SAD                       | Njemačka                  | Australija                | Ostalo                    | Prodaja    |
| -------------- | ---------------------------------------------- | ------------------------- | ------------------------- | ------------------------- | ------------------------- | ------------------------- | ---------- |
| studeni 1965.  | The Bee Gees Sing and Play 14 Barry Gibb Songs | —                         | —                         | —                         | —                         | —                         | Nepoznato  |
| studeni 1966.  | Spicks and Specks                              | —                         | —                         | —                         | —                         | —                         | Nepoznato  |
| srpanj 1967.   | Bee Gees' 1st                                  | 8                         | 7                         | 4                         | 10                        | 2                         | 1,500,000  |
| veljača 1968.  | Horizontal                                     | 16                        | 12                        | 1                         | 8                         | 1                         | 1,200,000  |
| kolovoz 1968.  | Idea                                           | 4                         | 17                        | 3                         | 8                         | 4                         | 1,400,000  |
| ožujak 1969.   | Odessa                                         | 10                        | 20                        | 4                         | 13                        | 3                         | 1,200,000  |
| travanj 1970.  | Cucumber Castle                                | 57                        | 94                        | 36                        | 10                        | 9                         | 200,000    |
| studeni 1970.  | 2 Years On                                     | —                         | 32                        | —                         | 22                        | 22                        | 375,000    |
| studeni 1971.  | Trafalgar                                      | —                         | 34                        | —                         | 8                         | 3                         | 450,000    |
| listopad 1972. | To Whom It May Concern                         | —                         | 35                        | —                         | 13                        | 6                         | 350,000    |
| ožujak 1973.   | Life in a Tin Can                              | —                         | 69                        | —                         | 19                        | 10                        | 200,000    |
| srpanj 1974.   | Mr. Natural                                    | —                         | —                         | —                         | 20                        | —                         | 95,000     |
| lipanj 1975.   | Main Course                                    | —                         | 14                        | 29                        | 29                        | 1                         | 2,350,000  |
| rujan 1976.    | Children of the World                          | —                         | 8                         | 36                        | 16                        | 3                         | 3,100,000  |
| svibanj 1977.  | Here at Last... Bee Gees... Live               | —                         | 8                         | 44                        | 8                         | 1                         | 4,600,000  |
| siječanj 1979. | Spirits Having Flown                           | 1                         | 1                         | 1                         | 1                         | 1                         | 21,000,000 |
| listopad 1981. | Living Eyes                                    | 73                        | 41                        | 37                        | 30                        | 6                         | 1,250,000  |
| rujan 1987.    | E·S·P                                          | 5                         | 96                        | 1                         | 25                        | 1                         | 3,000,000  |
| travanj 1989.  | One                                            | 29                        | 68                        | 4                         | 29                        | 6                         | 1,200,000  |
| travanj 1991.  | High Civilization                              | 24                        | —                         | 2                         | —                         | 4                         | 1,100,000  |
| rujan 1993.    | Size Isn't Everything                          | 23                        | 153                       | 12                        | —                         | 1                         | 750,000    |
| ožujak 1997.   | Still Waters                                   | 2                         | 11                        | 2                         | 4                         | 1                         | 4,600,000  |
| studeni 1998.  | One Night Only                                 | 4                         | 72                        | 5                         | 1                         | 1                         | 6,000,000  |
| travanj 2001.  | This Is Where I Came In                        | 6                         | 16                        | 3                         | 16                        | 1                         | 1,150,000  |

## Singlovi
| Godina              | Singl                                                                | Album                                          | Najbolja pozicija na Top Listi | Najbolja pozicija na Top Listi | Najbolja pozicija na Top Listi | Najbolja pozicija na Top Listi | Najbolja pozicija na Top Listi | Najbolja pozicija na Top Listi | Najbolja pozicija na Top Listi | Najbolja pozicija na Top Listi | Najbolja pozicija na Top Listi | Najbolja pozicija na Top Listi | Najbolja pozicija na Top Listi |
| Godina              | Singl                                                                | Album                                          | KA                             | VB                             | SAD                            | US AC                          | JP                             | BR                             | D                              | NL                             | IT                             | FR                             | AU                             |
| ------------------- | -------------------------------------------------------------------- | ---------------------------------------------- | ------------------------------ | ------------------------------ | ------------------------------ | ------------------------------ | ------------------------------ | ------------------------------ | ------------------------------ | ------------------------------ | ------------------------------ | ------------------------------ | ------------------------------ |
| 22. ožujka 1963.    | The Battle of the Blue and the Grey                                  | -                                              | ~                              | ~                              | ~                              | ~                              | ~                              | ~                              | ~                              | ~                              | ~                              | ~                              | ~                              |
| srpanj 1963.        | Timber!                                                              | The Bee Gees Sing and Play 14 Barry Gibb Songs | ~                              | ~                              | ~                              | ~                              | ~                              | ~                              | ~                              | ~                              | ~                              | ~                              | ~                              |
| 10. veljače 1964.   | Peace of Mind                                                        | The Bee Gees Sing and Play 14 Barry Gibb Songs | ~                              | ~                              | ~                              | ~                              | ~                              | ~                              | ~                              | ~                              | ~                              | ~                              | ~                              |
| 17. kolovoza 1964.  | Claustrophobia                                                       | The Bee Gees Sing and Play 14 Barry Gibb Songs | ~                              | ~                              | ~                              | ~                              | ~                              | ~                              | ~                              | ~                              | ~                              | ~                              | ~                              |
| listopad 1964.      | Turn Around, Look At Me                                              | -                                              | ~                              | ~                              | ~                              | ~                              | ~                              | ~                              | ~                              | ~                              | ~                              | ~                              | ~                              |
| ožujak 1965.        | Every Day I Have to Cry                                              | The Bee Gees Sing and Play 14 Barry Gibb Songs | ~                              | ~                              | ~                              | ~                              | ~                              | ~                              | ~                              | ~                              | ~                              | ~                              | ~                              |
| rujan 1965.         | Wine and Women                                                       | The Bee Gees Sing and Play 14 Barry Gibb Songs | ~                              | ~                              | ~                              | ~                              | ~                              | ~                              | ~                              | ~                              | ~                              | ~                              | 47                             |
| studeni 1965.       | I Was a Lover, a Leader of Men                                       | The Bee Gees Sing and Play 14 Barry Gibb Songs | ~                              | ~                              | ~                              | ~                              | ~                              | ~                              | ~                              | ~                              | ~                              | ~                              | ~                              |
| ožujak 1966.        | I Want Home / Cherry Red                                             | -                                              | ~                              | ~                              | ~                              | ~                              | ~                              | ~                              | ~                              | ~                              | ~                              | ~                              | ~                              |
| lipanj 1966.        | Monday's Rain                                                        | Spicks and Specks                              | ~                              | ~                              | ~                              | ~                              | ~                              | ~                              | ~                              | ~                              | ~                              | ~                              | ~                              |
| rujan 1966.         | Spicks and Specks                                                    | Spicks and Specks                              | ~                              | ~                              | ~                              | ~                              | ~                              | ~                              | 28                             | 2                              | ~                              | ~                              | 5                              |
| veljaća 1966.       | Born a Man                                                           | Spicks and Specks                              | ~                              | ~                              | ~                              | ~                              | ~                              | ~                              | ~                              | ~                              | ~                              | ~                              | ~                              |
| 14. travnja 1967.   | New York Mining Disaster 1941                                        | Bee Gees' 1st                                  | 34                             | 12                             | 14                             | ~                              | ~                              | ~                              | 10                             | 4                              | ~                              | 31                             | 11                             |
| srpanj 1967.        | To Love Somebody                                                     | Bee Gees' 1st                                  | 9                              | 41                             | 17                             | ~                              | ~                              | ~                              | 19                             | 13                             | ~                              | 63                             | 6                              |
| 19. rujna 1967.     | Massachusetts                                                        | Horizontal                                     | 1                              | 1                              | 11                             | ~                              | ~                              | 9                              | 1                              | 1                              | 5                              | 4                              | 1                              |
| listopad 1967.      | Holiday [nije VB]                                                    | Bee Gees' 1st                                  | 18                             | ~                              | 16                             | ~                              | ~                              | ~                              | ~                              | 3                              | ~                              | 18                             | ~                              |
| prosinac 1967.      | World [nije SAD]                                                     | Horizontal                                     | ~                              | 9                              | ~                              | ~                              | ~                              | ~                              | 1                              | 1                              | 10                             | 20                             | 6                              |
| 26. siječnja, 1968. | Words                                                                | -                                              | 4                              | 8                              | 15                             | ~                              | ~                              | ~                              | 1                              | 1                              | 11                             | 9                              | 13                             |
| veljača 1968.       | And the Sun Will Shine [FR]                                          | Horizontal                                     | ~                              | ~                              | ~                              | ~                              | ~                              | ~                              | ~                              | ~                              | ~                              | ~                              | ~                              |
| ožujak 1968.        | Jumbo                                                                | -                                              | 16                             | 25                             | 57                             | ~                              | ~                              | ~                              | 5                              | 3                              | ~                              | 25                             | 20                             |
| 1968.               | I've Gotta Get a Message to You                                      | Idea                                           | 3                              | 1                              | 8                              | ~                              | ~                              | ~                              | 3                              | 3                              | ~                              | 22                             | 3                              |
| prosinac 1968.      | I Started a Joke                                                     | Idea                                           | 1                              | ~                              | 6                              | ~                              | ~                              | 1                              | 3                              | 3                              | 19                             | 5                              | 1                              |
| siječanj 1969.      | First of May                                                         | Odessa                                         | 14                             | 6                              | 37                             | ~                              | ~                              | ~                              | 3                              | 2                              | 20                             | 4                              | 15                             |
| svibanj 1969.       | Tomorrow Tomorrow                                                    | Cucumber Castle                                | 19                             | 23                             | 54                             | ~                              | ~                              | 4                              | 6                              | 2                              | 3                              | 24                             | 28                             |
| kolovoz 1969.       | Don't Forget to Remember                                             | Cucumber Castle                                | 39                             | 2                              | 73                             | ~                              | ~                              | ~                              | 9                              | 1                              | ~                              | 41                             | 10                             |
| siječanj 1970.      | Let There Be Love [NLD/BEL]                                          | Idea                                           | ~                              | ~                              | ~                              | ~                              | ~                              | ~                              | ~                              | 16                             | ~                              | ~                              | ~                              |
| ožujak 1970.        | If Only I Had My Mind on Something Else [SAD]                        | Cucumber Castle                                | ~                              | ~                              | 91                             | ~                              | ~                              | ~                              | ~                              | ~                              | ~                              | ~                              | ~                              |
| ožujak 1970.        | I.O.I.O.                                                             | Cucumber Castle                                | ~                              | 49                             | 94                             | ~                              | ~                              | ~                              | 6                              | 9                              | 12                             | ~                              | 14                             |
| 6. studenog 1970.   | Lonely Days                                                          | 2 Years On                                     | 1                              | 33                             | 3                              | 28                             | ~                              | 2                              | 25                             | 3                              | ~                              | 48                             | 9                              |
| svibanj 1971.       | Melody Fair [JAP]                                                    | Melody [OST]                                   | ~                              | ~                              | ~                              | ~                              | 3                              | ~                              | ~                              | ~                              | ~                              | ~                              | ~                              |
| svibanj 1971.       | How Can You Mend a Broken Heart                                      | Trafalgar                                      | 1                              | ~                              | 1                              | 4                              | ~                              | 1                              | ~                              | 16                             | 24                             | ~                              | 3                              |
| listopad 1971.      | When the Swallows Fly [NLD/BEL]                                      | Idea                                           | ~                              | ~                              | ~                              | ~                              | ~                              | ~                              | ~                              | 20                             | ~                              | ~                              | ~                              |
| studeni 1971.       | In the Morning [JAP]                                                 | Melody [OST]                                   | ~                              | ~                              | ~                              | ~                              | ~                              | ~                              | ~                              | ~                              | ~                              | ~                              | ~                              |
| studeni 1971.       | Don't Wanna Live Inside Myself                                       | Trafalgar                                      | ~                              | ~                              | 53                             | ~                              | ~                              | ~                              | ~                              | 29                             | ~                              | ~                              | ~                              |
| siječanj 1972.      | My World                                                             | -                                              | 11                             | 16                             | 16                             | 19                             | ~                              | ~                              | 41                             | 8                              | 2                              | ~                              | 3                              |
| svibanj 1972.       | Israel                                                               | Trafalgar                                      | ~                              | ~                              | ~                              | ~                              | ~                              | ~                              | ~                              | 22                             | ~                              | ~                              | ~                              |
| 1972.               | Run to Me                                                            | To Whom It May Concern                         | 6                              | 9                              | 16                             | 6                              | ~                              | 2                              | ~                              | 27                             | 5                              | 85                             | 3                              |
| 1972.               | Sea of Smiling Faces [JAP]                                           | To Whom It May Concern                         | 28                             | ~                              | 34                             | 20                             | ~                              | ~                              | ~                              | 15                             | ~                              | ~                              | 4                              |
| 1972.               | Alive                                                                | To Whom It May Concern                         | 28                             | ~                              | 34                             | 20                             | ~                              | ~                              | ~                              | 15                             | ~                              | ~                              | 4                              |
| 1973.               | Saw a New Morning                                                    | Life in a Tin Can                              | ~                              | ~                              | 94                             | ~                              | ~                              | ~                              | ~                              | ~                              | 20                             | ~                              | 38                             |
| 1973.               | Wouldn't I Be Someone                                                | -                                              | ~                              | ~                              | 115                            | 42                             | ~                              | ~                              | ~                              | ~                              | 17                             | ~                              | ~                              |
| 1974.               | Mr. Natural                                                          | Mr. Natural                                    | ~                              | ~                              | 93                             | ~                              | ~                              | ~                              | ~                              | ~                              | ~                              | ~                              | 11                             |
| 1974.               | Charade                                                              | Mr. Natural                                    | ~                              | ~                              | 103                            | 31                             | ~                              | ~                              | ~                              | ~                              | ~                              | ~                              | ~                              |
| 1975.               | Jive Talkin'                                                         | Main Course                                    | 1                              | 5                              | 1                              | 9                              | ~                              | ~                              | 20                             | 23                             | ~                              | ~                              | 14                             |
| 1975.               | Nights on Broadway                                                   | Main Course                                    | 2                              | ~                              | 7                              | 16                             | ~                              | ~                              | 17                             | 8                              | ~                              | ~                              | ~                              |
| 1975.               | Fanny (Be Tender with My Love)                                       | Main Course                                    | 2                              | ~                              | 12                             | 9                              | ~                              | ~                              | 42                             | ~                              | ~                              | ~                              | ~                              |
| 1976.               | You Should Be Dancing                                                | Children of the World                          | 1                              | 5                              | 1                              | 25                             | ~                              | 2                              | 16                             | 17                             | 7                              | 24                             | 20                             |
| 1976.               | Love So Right                                                        | Children of the World                          | 2                              | 41                             | 3                              | 14                             | ~                              | 8                              | 38                             | ~                              | ~                              | ~                              | 28                             |
| 1977.               | Boogie Child                                                         | Children of the World                          | 9                              | ~                              | 12                             | ~                              | ~                              | ~                              | ~                              | ~                              | 37                             | ~                              | ~                              |
| 1977.               | Edge of the Universe (uživo)                                         | Here At Last...Bee Gees...Live                 | 16                             | ~                              | 26                             | 43                             | ~                              | ~                              | ~                              | ~                              | ~                              | ~                              | ~                              |
| 1977.               | How Deep is Your Love                                                | Saturday Night Fever                           | 1                              | 3                              | 1                              | 1                              | ~                              | 1                              | 21                             | 15                             | ~                              | 1                              | 3                              |
| 1977.               | Stayin' Alive                                                        | Saturday Night Fever                           | 1                              | 4                              | 1                              | 28                             | ~                              | 1                              | 2                              | 1                              | 1                              | 1                              | 1                              |
| 1978.               | Night Fever                                                          | Saturday Night Fever                           | 1                              | 1                              | 1                              | 19                             | ~                              | 1                              | 2                              | 3                              | 5                              | 31                             | 7                              |
| 1978.               | More Than a Woman [EUR]                                              | Saturday Night Fever                           | 29                             | ~                              | ~                              | 39                             | ~                              | ~                              | ~                              | ~                              | 4                              | ~                              | 31                             |
| 1978.               | Too Much Heaven                                                      | Spirits Having Flown                           | 1                              | 3                              | 1                              | 4                              | ~                              | 1                              | 10                             | 2                              | 1                              | 2                              | 5                              |
| 1979.               | Tragedy                                                              | Spirits Having Flown                           | 1                              | 1                              | 1                              | 19                             | ~                              | 1                              | 2                              | 4                              | 1                              | 1                              | 2                              |
| 1979.               | Love You Inside Out                                                  | Spirits Having Flown                           | 1                              | 13                             | 1                              | 15                             | ~                              | ~                              | 21                             | 35                             | 17                             | 39                             | 77                             |
| 1979.               | Spirits (Having Flown)                                               | Spirits Having Flown                           | ~                              | 16                             | ~                              | ~                              | ~                              | ~                              | ~                              | 35                             | ~                              | ~                              | ~                              |
| 1981.               | He's a Liar                                                          | Living Eyes                                    | 33                             | ~                              | 30                             | ~                              | ~                              | ~                              | 68                             | 12                             | 5                              | 19                             | 38                             |
| 1981.               | Living Eyes                                                          | Living Eyes                                    | ~                              | ~                              | 45                             | ~                              | ~                              | ~                              | 58                             | ~                              | ~                              | ~                              | ~                              |
| 1983.               | The Woman in You                                                     | Staying Alive                                  | ~                              | 81                             | 24                             | 31                             | ~                              | ~                              | 23                             | 21                             | ~                              | 23                             | 73                             |
| 1983.               | Someone Belonging To Someone                                         | Staying Alive                                  | ~                              | 49                             | 49                             | 22                             | ~                              | ~                              | 55                             | ~                              | ~                              | ~                              | ~                              |
| 1987.               | You Win Again                                                        | E.S.P.                                         | ~                              | 1                              | 75                             | 50                             | ~                              | ~                              | 1                              | 5                              | 8                              | 26                             | 10                             |
| 1987.               | E.S.P                                                                | E.S.P.                                         | ~                              | 51                             | ~                              | ~                              | ~                              | ~                              | 13                             | 32                             | ~                              | ~                              | ~                              |
| 1989.               | Ordinary Lives                                                       | One                                            | ~                              | 54                             | ~                              | ~                              | ~                              | ~                              | 8                              | 23                             | ~                              | 49                             | ~                              |
| 1989.               | One                                                                  | One                                            | 11                             | 71                             | 7                              | 1                              | ~                              | 8                              | 37                             | ~                              | ~                              | ~                              | ~                              |
| 1990.               | Bodyguard [SAD] / Tokyo Nights [EUR/ASIA] / Wish You Were Here [BRA] | One                                            | ~                              | ~                              | ~                              | 9 BG                           | ~                              | 1 WY                           | ~                              | ~                              | ~                              | ~                              | ~                              |
| 1991.               | Secret Love                                                          | High Civilization                              | ~                              | 5                              | ~                              | ~                              | ~                              | ~                              | 2                              | 14                             | ~                              | 80                             | ~                              |
| 1993.               | Paying The Price Of Love                                             | Size Isn't Everything                          | 53                             | 23                             | 74                             | 35                             | ~                              | ~                              | 36                             | 19                             | 33                             | 31                             | ~                              |
| 1993.               | For Whom The Bell Tolls                                              | Size Isn't Everything                          | ~                              | 4                              | 109                            | 29                             | ~                              | 7                              | 52                             | 20                             | ~                              | ~                              | ~                              |
| 1993.               | How to Fall in Love, Part 1                                          | Size Isn't Everything                          | ~                              | 30                             | ~                              | ~                              | ~                              | ~                              | ~                              | ~                              | ~                              | ~                              | ~                              |
| 1997.               | Alone                                                                | Still Waters                                   | 20                             | 5                              | 28                             | 8                              | ~                              | 8                              | 6                              | 35                             | ~                              | 4                              | 7                              |
| 1997.               | I Could Not Love You More                                            | Still Waters                                   | ~                              | 14                             | ~                              | ~                              | ~                              | ~                              | 88                             | ~                              | ~                              | ~                              | ~                              |
| 1997.               | Still Waters (Run Deep)                                              | Still Waters                                   | ~                              | 18                             | 57                             | 29                             | ~                              | ~                              | 79                             | ~                              | ~                              | ~                              | ~                              |
| 1998.               | Immortality                                                          | Let's Talk About Love                          | 28                             | 5                              | ~                              | ~                              | ~                              | 1                              | 2                              | 28                             | ~                              | 9                              | 39                             |
| 2001.               | This Is Where I Came In                                              | This Is Where I Came In                        | ~                              | 18                             | ~                              | 23                             | ~                              | ~                              | 25                             | ~                              | ~                              | 88                             | 76                             |

## Uživo albumi
- 1977. - Here At Last ... Bee Gees ... Live
- 1998. - One Night Only

## Kompilacijski albumi
| Godina        | Naziv                           | Pozicija na Top Ljestvici | Pozicija na Top Ljestvici | Pozicija na Top Ljestvici | Pozicija na Top Ljestvici | Pozicija na Top Ljestvici | Prodaja   |
| Godina        | Naziv                           | Ujedinjeno Kraljevstvo    | SAD                       | Njemačka                  | Australija                | Ostali                    | Prodaja   |
| ------------- | ------------------------------- | ------------------------- | ------------------------- | ------------------------- | ------------------------- | ------------------------- | --------- |
| srpanj 1969.  | Best of Bee Gees                | 7                         | 9                         | 26                        | 6                         | 5                         | 4,000,000 |
| kolovoz 1973. | Best of Bee Gees, Volume 2      | —                         | 98                        | —                         | 17                        | —                         | 1,250,000 |
| studeni 1979. | Bee Gees Greatest               | 6                         | 1                         | 43                        | 1                         | 2                         | 6,200,000 |
| studeni 1990. | The Very Best of the Bee Gees   | 6                         | —                         | 9                         | 7                         | 5                         | 5,000,000 |
| studeni 2001. | Their Greatest Hits: The Record | 5                         | 49                        | 10                        | 2                         | 1                         | 6,100,000 |
| studeni 2004. | Number Ones                     | 7                         | 23                        | 43                        | 58                        | 1                         | 2,300,000 |

## Singlovi izašli u Australiji
- The battle of the blue and the grey / The three kisses of love Leedon LK-346 (1963.)
- Timber! / Take hold of that star Leedon LK-412 (1963.)
- Peace of mind / Don't say goodbye Leedon LK-534 (1964.)
- Claustrophobia / Could it be Leedon LK-696 (1964.)
- Turn around, look at me / Theme from 'The Travels of Jaimie McPheeters' Leedon LK-745 (1964.)
- Every day I have to cry / You wouldn't know Leedon LK-920  (1965.)
- Wine and women / Follow the wind Leedon LK 1070 (1965.)
- I was a lover, a leader of men / And the children laughing Leedon LK-1150 (1965.)